# Frank Pierson
Frank Romer Pierson (Chappaqua, 12 maggio 1925 – Los Angeles, 22 luglio 2012) è stato uno sceneggiatore, regista e produttore televisivo statunitense.

## Biografia
Nato nello Stato di New York, suo padre era uno scrittore. Dopo aver combattuto nella seconda guerra mondiale, ha lavorato come giornalista e poi per alcuni anni come autore di episodi di serie TV (Have Gun - Will Travel, La città in controluce) nei primi anni '60.
La sua prima sceneggiatura per il cinema è rappresentata dal film Cat Ballou, diretto da Elliot Silverstein, grazie al quale ha ottenuto la sua prima nomination ai Premi Oscar nella categoria miglior sceneggiatura non originale (1966) e la menzione speciale al Festival internazionale del cinema di Berlino 1965. Due anni dopo ottiene un'altra candidatura agli Oscar per il suo lavoro in Nick mano fredda. Vince l'Oscar alla miglior sceneggiatura originale nel 1976 per Quel pomeriggio di un giorno da cani, film diretto da Sidney Lumet. Nel 1977 è stato anche candidato al Golden Globe per la migliore sceneggiatura.
Ha all'attivo anche alcune produzioni televisive sia direttamente come produttore (Un vero sceriffo, di cui è anche autore, nel periodo 1970-1972) che come consulente di produzione (Mad Men, 25 episodi negli anni 2009-2012). Come regista ha diretto tre opere cinematografiche e diversi film per la televisione di successo, soprattutto negli anni 1990-2000, tra i quali va menzionato il film Conspiracy - Soluzione finale. È morto nel 2012 per cause naturali.

## Filmografia

### Sceneggiatore

#### Cinema
- Cat Ballou, regia di Elliot Silverstein (1965)
- Cominciò per gioco... (The Happening), regia di Elliot Silverstein (1967)
- Nick mano fredda (Cool Hand Luke), regia di Stuart Rosenberg (1967)
- Rapina record a New York (The Anderson Tapes), regia di Sidney Lumet (1972)
- Quel pomeriggio di un giorno da cani (Dog Day Afternoon), regia di Sidney Lumet (1975)
- Vietnam - Verità da dimenticare (In Country), regia di Norman Jewison (1989)
- Presunto innocente (Presumed Innocent), regia di Alan J. Pakula (1990)

#### Televisione
- Have Gun - Will Travel (1959-1961) - 11 episodi
- La città in controluce (Naked City) (1962-1963) - 2 episodi
- Un vero sceriffo (Nichols) (1971-1972) - 24 episodi
- The Good Wife (2010) - 1 episodio
- Mad Men (2012) - 1 episodio

### Regista e sceneggiatore

#### Cinema
- Lo specchio delle spie (The Looking Glass War) (1969)
- È nata una stella (A Star Is Born) (1976)
- Il re degli zingari (King of the Gypsies) (1978)

#### Televisione
- Empire – serie TV, 2 episodi (1963)
- The Neon Ceiling – film TV (1971)
- Un vero sceriffo (Nichols) - serie TV, 6 episodi (1971-1972)
- Prova d'innocenza (Somebody Has to Shoot the Picture) – film TV (1990)
- Citizen Cohn – film TV (1992)
- Lakota Woman: Siege at Wounded Knee – film TV (1994)
- Truman – film TV (1995)
- Dirty Pictures – film TV (2000)
- Conspiracy - Soluzione finale (Conspiracy) – film TV (2001)
- Soldier's Girl – film TV (2003)
- Paradise – film TV (2004)